# Dynorfin
Dinorfin (Dyn) je opioidní peptid, který vzniká z prekurzoru prodynorfinu působením proproteinu kovertáza 2 (PC2) ve formě dynorfinu A, dynorfinu B a α/β-neo-endorfinu.
Dynorfin objevil v polovině 70. let 20. století Avram Goldstein.